# Levée
Levée betegner en banke langs bredden af et større vandløb, fx en flod eller en å.
Levéer dannes, når vandløb løber over deres bredder, fx ved stormflod, hvor vandet i vandløbet ikke kan komme ud i havet, eller om foråret, når vandstanden i vandløbet stiger meget hurtigt på grund af afsmeltet sne i vandløbets afvandingsområde. Når vandet ikke (hurtigt nok) kan slippe ud gennem vandløbets munding, vil det i stedet søge til siden, det vil sige oversvømme vandløbets bredder.
Vand i vandløb vil altid transportere materiale, suspenderet sediment i form af fint sand, silt og mudder. Eftersom vandets bæreevne afhænger af vandstrømmens størrelse og hastighed, vil vandet, hvis hastighed hurtigt aftager, når det løber ud til siderne, miste evnen til at transportere materialet videre, og det medbragte materiale vil derfor falde til bunds og blive aflejret. Derfor dannes der sådanne steder, hvor disse oversvømmelsesprocesser foregår, banker af aflejret materiale nærmest vandløbets bredder. Over tid vil disse banker fremstå højere end det bagved liggende fjernere bagland. Beroende på vandløbets og oversvømmelsernes størrelse kan disse banker blive af betydelig bredde og højde.